# Bassella

Położenie gminy na mapie comarki Alt Urgell

Bassella – gmina w Hiszpanii,  w Katalonii, w prowincji Lleida, w comarce Alt Urgell.
Powierzchnia gminy wynosi 70,25 km². Zgodnie z danymi INE, w 2005 roku liczba ludności wynosiła 261, a gęstość zaludnienia 3,72 osoby/km². Wysokość bezwzględna gminy równa jest 423 metry. Współrzędne geograficzne gminy to 42°0'25"N, 1°17'44"E.

## Dynamika populacji
- 1900 – 815
- 1930 – 737
- 1950 – 775
- 1970 – 505
- 1986 – 393
- 1991 – 367
- 1996 – 341
- 2001 – 267
- 2004 – 263
- 2005 – 261

## Miejscowości
W skład gminy Bassella wchodzi dziewięć miejscowości, w tym miejscowość gminna o takiej samej nazwie. Te miejscowości to:
- Aguilar – liczba ludności: 21
- Altès – 41
- Bassela – 20
- Castellnou de Bassella – 7
- La Clua – 20
- Guardiola – 9
- Mirambell – 23
- Ogern – 119
- Serinyana – 1